# Milá
Die Milá (deutsch Millayer Berg) ist ein markanter, einzeln stehender Berg des sogenannten Launer Teils im Böhmischen Mittelgebirge in Tschechien. Seit 1958 besteht das Naturreservat Milá.

## Entstehung des Namens
Der Berg erhielt seinen Namen nach dem nahen Dorf Milá (Millay).

## Lage und Umgebung
Die Milá befindet sich 10 km nördlich von Louny (Laun) und 10 km südöstlich von Most (Brüx). Direkt am Fuße befindet sich das kleine Dörfchen Milá (Millay). Nördlich befindet sich die Gemeinde Bělušice (Bieloschitz) mit dem Ortsteil Odolice (Wodolitz).

## Naturschutz
Wegen seiner einzigartigen Flora und Fauna wurde der Berg im Jahr 1958 auf 19,96 ha als Naturreservat unter Schutz gestellt.
Berühmt ist der Berg vor allem für seine überaus reichhaltige und einmalige Frühlingsflora. Für einige Pflanzenarten stellt der Berg die westliche Verbreitungsgrenze dar. Bemerkenswert ist die Unterschiedlichkeit der Pflanzengesellschaften zwischen Süd- und Nordseite: Während die schattige Nordseite mit schütterem, niedrigem Laubwald bestockt ist, ist demgegenüber die sonnenexponierte Südseite weitgehend kahl und nur mit einzelnen Büschen bewachsen.
Der Berg ist zudem Heimat seltener, vom Aussterben bedrohter Tierarten: Beachtenswert ist das Vorkommen des Uhus in den Felsflanken der Südseite. Das Gebiet nördlich des Berges ist Heimat einer Herde Europäischer Mufflons, eines aus Korsika eingeführten Wildschafes. Aus diesen Gründen gilt der Berg als Totalreservat, ein Betreten des Naturschutzgebietes ist nur auf den markierten Wegen erlaubt.

## Wege zum Gipfel
- Der Berg liegt an der blau markierten Wanderroute von Most nach Louny, eine Abzweigung führt zum Gipfel.
- Günstige Ausgangspunkte sind auch die am Fuß des Berges liegenden Dörfer Milá und Bělušice. Über o. g. Wanderroute ist der Gipfel in rund einer halben Stunde erreichbar.